# Le Temps
Le Temps (дословно "Време") су швајцарске дневне новине на француском језику које издаје Ле Темпс СА у формату Берлинер у Женеви . То је једине неспецијализоване дневне новине Швајцарске на француском језику. Од 2021. године је у власништву Фондације Авентинус, непрофитне организације.

## Тираж
Тираж Le Temps био је 45.970 примерака 2006.  Њен тираж је био 45.506 примерака 2009.  Лист је 2013. године имао плаћени тираж од 36.391 примерак. 